# Brasstown Bald
Brasstown Bald je hora ve Spojených státech amerických. S nadmořskou výškou 1458 metrů je nejvyšší horou státu Georgie. Nachází se v pohoří Blue Ridge Mountains na hranici okresů Towns County a Union County; nejbližším městem je Blairsville. Hora je přístupná po silnici SR 180 a její okolí tvoří chráněné území Chattahoochee National Forest.
Původními obyvateli okolního regionu byli Čerokíové, kteří horu nazývali Enotah. Anglický název vznikl záměnou názvu nedaleké domorodé vesnice Itse'yĭ („mladá zeleň“) za výraz Ûňtsaiyĭ („mosaz“).
Hora je tvořena mastkem a dunitem. Na vrcholu se nachází rozhledna a televizní a rozhlasový vysílač. Za příznivého počasí je odsud vidět až do Atlanty. Nedaleko bylo vybudováno rekreační středisko Brasstown Valley Resort. Brasstown Bald je také známé jako horská prémie cyklistického závodu Tour de Georgia.